# Anna Sokolow

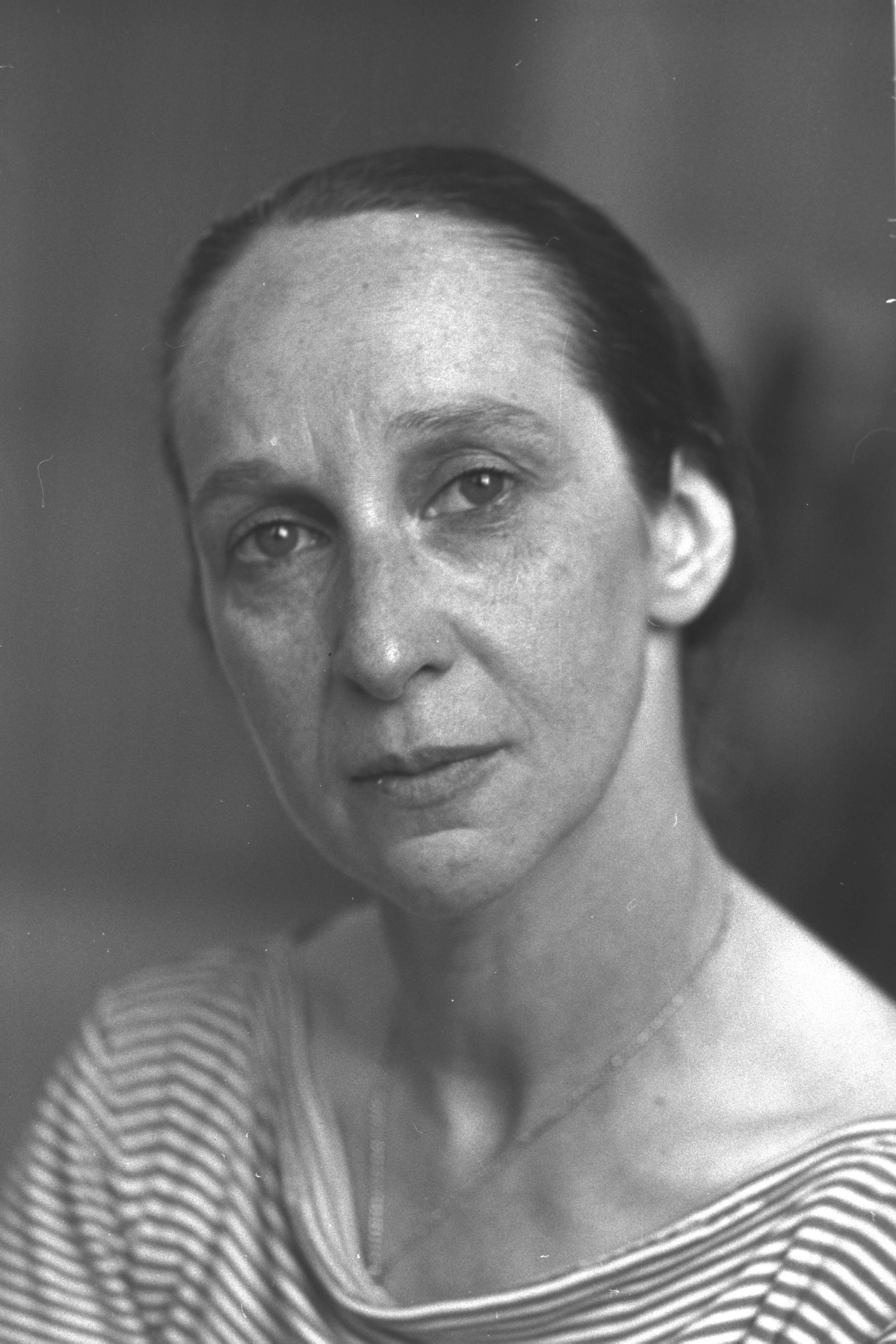
Anna Sokolow, 1961

Anna Sokolow (* 9. Februar 1910 in Hartford, Connecticut; † 29. März 2000 in New York) war eine US-amerikanische Tänzerin und Choreografin.

## Biografie
Die Tochter jüdischer Einwanderer aus Pinsk wuchs in New York auf. Sie hatte als Kind den ersten Tanzunterricht und lernte ab 1925 bei Blanche Talmud und Bird Larson am Neighborhood Playhouse, wo sie auch Klassen in Pantomime und Sprech- und Stimmerziehung besuchte. Mit Eröffnung der professionellen Theaterschule 1928 wurde sie Mitglied der Junior Festival Players, wo sie von der Tänzerin Martha Graham und dem Komponisten und Choreografen Louis Horst ausgebildet wurde.
Von 1929 bis 1938 war sie Mitglied der Graham Dance Company und war hier an Werken wie Primitive Mysteries (1931) und Celebration (1934) sowie der ersten Tournee der Gruppe beteiligt. Daneben arbeitete sie als Assistentin von Horst am Neighborhood Playhouse.
Seit den frühen 1930er-Jahren arbeitete Sokolow auch an eigenen Projekten, wobei sie sich der Gruppierung des Radical Dance Movement (Radikale Tanzbewegung) anschloss, einer Gruppierung, die sich dem politischen und sozialen Engagement verpflichtet fühlte. 1933 wurde ihre erste Choreografie, die Anti-War Trilogy, anlässlich des Ersten Antikriegskongresses der American League Against War and Fascism (Amerikanische Liga gegen Krieg und Faschismus) aufgeführt. Weitere Werke setzten sich mit dem Faschismus (Inquisition '36, Excerpts from a War Poem, Slaughter of the Innocents), der Situation der Industriearbeiter (Strange American Funeral) und der Jugendkriminalität (Case History No.--) auseinander; als Gesellschaftssatiren entstanden Romantic Dances und Histrionics.
1936 trat sie als jüngste amerikanische Choreografin einer professionellen Tanzgruppe, der Dance Unit, erstmals in einem abendfüllenden Programm auf. 1939 kam sie auf Einladung des Malers Carlos Mérida nach Mexiko. Sie bildete hier das Ballet de Bellas Artes (Ballett der Schönen Künste) aus, das 1940 debütierte, und gründete die Gruppe La Paloma Azul. Damit gilt sie als Begründerin des modernen Tanzes in Mexiko, und ihre Schüler wurden noch jahrzehntelang "Las Sokolovas" genannt.
Ihr erstes Werk, das sich explizit mit jüdischer Religion, Geschichte und Kultur auseinandersetzte, war The Exile (1939). 1945 entstand Kaddish, und in Dreams, das 1965 uraufgeführt wurde, setzte sie sich mit dem Holocaust auseinander. In anderen Choreografien standen jüdische Frauen aus der biblischen Geschichte (Ruth, Miriam, Deborah) oder bedeutende Frauen der Gegenwart (Hannah Senesh, Golda Meir) im Mittelpunkt.
1953 ging sie nach Israel, um dort das Inbal Dance Theatre, ein Ensemble jemenitischer Juden, auszubilden und führte die Gruppe in drei Jahren zu einem erfolgreichen europäischen Debüt. Sie kehrte in den folgenden Jahren regelmäßig nach Israel zurück und gründete dort Anfang der 1960er-Jahre die Gruppe Lyric Theatre, die das Ziel hatte, Theater, Musik und Tanz miteinander zu verbinden.
Daneben arbeitete Sokolow auch als Choreographin für verschiedene Theaterproduktionen, so in den 1930er-Jahren für André Obeys Noah und die Revue Sing for Your Supper, 1947 für Elmer Rices Street Scene (von Kurt Weill und Langston Hughes), für Leonard Bernsteins Candide, die eigene Dramatisierung von Kafkas Die Verwandlung und 1967 für das Musical Hair.
In der Tanztheaterproduktion von Salomon An-skis Der Dybbuk 1951 verband Sokolow erstmals Tanz, Schauspiel und gesprochenes Wort. Lyric Suite von 1953 war ihre erste Choreographie eines atonalen Musikstückes. Weitere choreographische Experimente legte sie mit Act Without Words (1969), Magritte, Magritte (1970) und From the Diaries of Franz Kafka (1980). Für diese Aufführungen gründete sie 1969 eine Gruppe, die wie ihr israelisches Ensemble Lyric Theater hieß. Als eine der ersten Ballettchoreographen arbeitete sie mit Jazzmusikern wie Teo Macero und Kenyon Hopkins zusammen; das Werk Opus ’65 gilt als Prototyp des späteren Rockballetts.
Nachdem Sokolow schon in den 1930er-Jahren Tanzklassen unterrichtete, arbeitete sie in den 1940er- und 1950er-Jahren mit Elia Kazan beim Actors Studio. Ab 1958 unterrichtete sie mehrere Jahrzehnte lang Schauspieler und Tänzer an der Juilliard Dance Division. 1961 erhielt sie den Preis des Dance Magazine, 1967 einen Preis des National Council on the Arts und 1995 den Samuel H. Scripps American Dance Festival Award. 1998 wurde sie in die Hall of Fame des National Museum of Dance aufgenommen.
1993 wurde sie als Ehrenmitglied in die American Academy of Arts and Letters aufgenommen.

## Repertoire
- Histrionics (1933)
- Speaker (1935)
- Strange American Funeral (1935)
- Inquisition ‘36 (1936)
- Four Little Salon Pieces (1936)
- Case No.-- (1937)
- Excerpts From a War Poem (F.T. Marinetti) (1937)
- Slaughter of the Innocents (1937)
- “Filibuster” from The Bourbons Got the Blues (1938)
- Dance of All Nations, Lenin Memorial Meeting (1938)
- Sing for Your Supper (1939)
- The Exile (A Dance Poem) (1939)
- Don Lindo de Almería (1940)
- El Renacuajo Paseador (1940)
- Lament for the Death of a Bullfighter (1941)
- Kaddish (1945)
- The Bride (1946)
- Mexican Retablo (1946)
- Lyric Suite (1953)
- Rooms (1955)
- Bullfight (1955)
- Sesion for Six (1958)
- Opus ’58 (1958)
- Opus Jazz 1958 (1958)
- Opus ’60 (1960)
- Dreams (1961)
- Opus ’62 (1962)
- Opus ’63 (1963)
- Forms (1964)
- Odes (1964)
- Opus ’65 (1965)
- Time+ (1966)
- Hair: The American Tribal Love-Rock Musical (1967)
- Los Conversos [The Converts] (1981)